# 保罗·弗里德里希 (梅克伦堡-什未林)
保罗·弗里德里希（Paul Friedrich，1800年9月15日—1842年3月7日），第二任梅克倫堡-施威林大公，1837年至1842年在位。

## 生平
保罗·弗里德里希是梅克伦堡-什未林大公世子弗里德里希·路德维希与俄罗斯女大公叶莲娜·巴甫洛芙娜的长子，1800年9月15日生于梅克伦堡-什未林公国首府路德维希斯卢斯特。他的祖辈详见下表：
| 梅克伦堡-什未林大公保罗·弗里德里希 | 父亲: 梅克伦堡-什未林大公儲腓特烈·路德維希 | 祖父: 梅克伦堡-什未林大公腓特烈·法蘭茲一世 | 祖父之父: 梅克伦堡-什未林的路德维希公爵     |
| 梅克伦堡-什未林大公保罗·弗里德里希 | 父亲: 梅克伦堡-什未林大公儲腓特烈·路德維希 | 祖父: 梅克伦堡-什未林大公腓特烈·法蘭茲一世 | 祖父之母: 萨克森-科堡-萨费尔德的夏洛特·索菲 |
| 梅克伦堡-什未林大公保罗·弗里德里希 | 父亲: 梅克伦堡-什未林大公儲腓特烈·路德維希 | 祖母: 萨克森-哥达的路易丝                  | 祖母之父: 萨克森-哥达的约翰·奥古斯特        |
| 梅克伦堡-什未林大公保罗·弗里德里希 | 父亲: 梅克伦堡-什未林大公儲腓特烈·路德維希 | 祖母: 萨克森-哥达的路易丝                  | 祖母之母: 罗伊斯-施莱茨的路易丝             |
| 梅克伦堡-什未林大公保罗·弗里德里希 | 母亲: 俄罗斯女大公赫蓮娜·巴甫洛夫娜        | 外祖父: 俄罗斯沙皇保罗一世                 | 外祖父之父: 俄罗斯沙皇彼得三世              |
| 梅克伦堡-什未林大公保罗·弗里德里希 | 母亲: 俄罗斯女大公赫蓮娜·巴甫洛夫娜        | 外祖父: 俄罗斯沙皇保罗一世                 | 外祖父之母: 俄罗斯女沙皇叶卡捷琳娜二世      |
| 梅克伦堡-什未林大公保罗·弗里德里希 | 母亲: 俄罗斯女大公赫蓮娜·巴甫洛夫娜        | 外祖母: 符腾堡的索菲                       | 外祖母之父: 符腾堡公爵腓特烈二世·歐根       |
| 梅克伦堡-什未林大公保罗·弗里德里希 | 母亲: 俄罗斯女大公赫蓮娜·巴甫洛夫娜        | 外祖母: 符腾堡的索菲                       | 外祖母之母: 勃兰登堡-施维德特的弗里德里卡   |

保罗·弗里德里希年轻时曾在日内瓦、耶拿大学和罗斯托克大学接受教育。1819年11月29日，他的父亲大公世子弗里德里希·路德维希去世，他成为大公世孙，并于1837年继承祖父的大公之位。即位后他将大公国的首都及政府所在地从路德维希斯卢斯特迁回故都什未林。在他统治期间，大公国的基础结构和司法系统有了提高。
1842年保罗·弗里德里希因伤风去世，终年41岁，葬于什未林大教堂的圣血堂。他的长子弗里德里希·弗朗茨二世继承了他的大公之位。

### 保罗·弗里德里希时代的梅克伦堡-什未林首相
- 克里斯蒂安·弗里德里希·克吕格（Christian Friedrich Krüger），任期：1837年—1840年
- 路德维希·冯·吕措（Ludwig von Lützow），任期：1840年—1850年

## 婚姻与子女
保罗·弗里德里希于1822年5月25日与普鲁士国王腓特烈·威廉三世的第三女弗蕾德里克·威廉明妮·亞歷山德琳·玛麗·海伦（Friederike Wilhelmine Alexandrine Marie Helene，1803年2月23日—1892年4月21日）结婚，有二子一女：
- 腓特烈·法蘭茲（1823年2月28日—1883年4月15日），1842年成为梅克伦堡-施威林大公腓特烈·法蘭茲二世；
- 路易絲（1824年5月17日—1859年3月9日），1849年与温迪什-格拉茨侯爵雨果结婚，有一子三女；
- 威廉（1827年3月5日—1879年7月28日），1865年与普鲁士国王腓特烈·威廉三世的孙女、王子阿尔布雷希特的三女亚历珊德琳结婚，有一女。